# Градище (Подвис)
Вижте пояснителната страница за други значения на Градище.
Градище (на македонска литературна норма: Градиште) е крепост, съществувала през античността и средновековието, разположена над кичевското село Подвис, Република Македония.

## Местоположение
Крепостта е на 1 km северозападно от Подвис, на северната част на планински склон със заравнен връх със стръмни стени, издигащи се на 300 m източно от суходолицата Плевене и северно над Голема и пътя Кичево – Охрид и Кичево – Дебър. Достъпът е само през малко седло от юг. Крепостта има визуална връзка с Китино кале на 8 km североизточно, с Ижище на 16,5 km на изток, със западната част на долината на Голема, където пътят за Охрид тръгва на юг към прохода Пресек, а от него се отделя пътят за Дебър през прохода Церон. Крепостта наблюдава и пътя от Кичево към Демир Хисар и Битоля подолинатана Беличка река на 3 km на изток.

## История

### Античност
В крепостта е открита една монета от Македонското царство (II – I век пр. Хр.). Запазените днес крепостни стени около върха ограждат 0,3 ha и са от късната античност, като отпред има кула. При археологическите разкопки са открити керамика, малки железни предмети, фибула с извито краче от VI век. В подножието на изток, в частни ниви са открити два елемента на декоративна архитектурна пластика – капител и мраморен блок. Капителът е с вид на пресечена пирамида, украсена от три страни с орнамент във вид на рибени люспи, а на четвъртата са издялани буквите КОЅ. Мраморният блок има отгоре улей за свързване с олово и вероятно е постамент.

### Средновековие
В северната част на крепостта са открити парчета от славянска керамика, железен връх на стрела от същото време и бронзова обица от гроздов тип от XI – XII век. Крепостната стена не е обновявана.